# Furieux (1883)
Pour les autres navires du même nom, voir Furieux.
La Furieux est un cuirassé garde-côtes de la classe Tonnerre. Lancé en 1877, il est mis en service en 1882 et rayé des listes en 1908.

## Historique
La construction du cuirassé Furieux, à coque fer-acier, commence à l'arsenal de Cherbourg en janvier 1875. Il est lancé en août 1877 puis armé en 1882. Destiné à défendre les côtes françaises, il était capable d'embarquer 248 marins ; il servit ensuite de dépôt de torpilles dans les années 1890. Il est finalement rayé des listes en 1908 alors qu'il est dans la division de garde-côtes en réserve de l'Escadre du Nord. Il coule, probablement par manque d'entretien, le 16 décembre 1920 alors qu'il se trouve au mouillage dans la Rade de Brest, au sud-ouest de la presqu'île de Plougastel, à l'entrée de l'anse de Lauberlac'h.

### La découverte de son épave
Pendant longtemps de nombreux plongeurs et chasseurs d'épaves ont vainement cherché à le retrouver. En octobre 2018, une ingénieur en acoustique et hydrographie,  Irène Mopin, découvrait une épave semi-enfouie par 14 mètres de fond et le 16 juin 2020 des plongeurs du club de plongée du Four à Chaux de Plougastel ont visité pour la première fois l'épave, bien disloquée.

## Personnalités ayant servi sur le navire
- Georges Henri Marie Nicolas André (1865-1915)